# Friedrich Blass

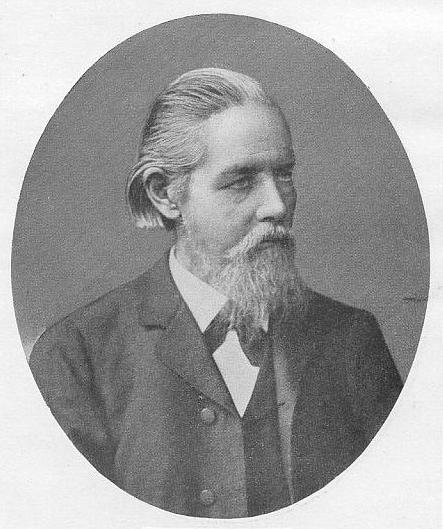
Friedrich Blass, Porträt aus Alfred Gudeman: Imagines Philologorum (1911)

Friedrich Wilhelm Blass (* 22. Januar 1843 in Osnabrück; † 5. März 1907 in Halle (Saale)) war ein Altphilologe.

## Werdegang
Blass erhielt seine Schulbildung auf dem Gymnasium seiner Vaterstadt Osnabrück in den Jahren 1852 bis 1860. Ostern 1860 bestand er das Abitur und widmete sich hierauf dem Studium der klassischen Philologie, zunächst in Göttingen, dann von Ostern 1861 bis Michaelis 1863 in Bonn. Nachdem er im August des letztgenannten Jahres zu Bonn promoviert, bestand er, nach eingeholter Genehmigung des Ministeriums, im November dort auch die Prüfung pro facultate docendi. Er wurde hierauf von Neujahr 1864 ab am Gymnasium und an der Realschule zu Bielefeld als Probekandidat und nachher als kommissarischer Hilfslehrer beschäftigt. Ostern 1866 erhielt er eine vierte ordentliche Lehrerstelle am Domgymnasium zu Naumburg a. S. und wurde von dort Michaelis 1870 an das Kloster Unserer Lieben Frauen zu Magdeburg berufen, wo er bis Ostern 1873 blieb und dann bis Michaelis 1874 am Mariengymnasium zu Stettin als
ordentlicher Lehrer tätig war. Michaelis 1874 wird er an das Wilhelms-Gymnasium zu Königsberg i. Pr. berufen.
Friedrich Blass studierte bei Hermann Sauppe (1809–1893) in Göttingen und in Bonn bei Friedrich Ritschl (1806–1876), dessen eigentlicher Schüler er wurde. Er habilitierte sich 1874 in Königsberg bei Ludwig Friedländer (1824–1909) und Heinrich Jordan (1833–1886). 1876 wurde er als Nachfolger Erwin Rohdes (1845–1898) nach Kiel berufen. Hier entwickelte sich seine Freundschaft mit Ivo Bruns (1853–1901). 1892 ging er nach Halle (Saale), wo er bis zu seinem Tode wirkte. In Halle verband ihn in der Graeca Halensis eine enge Freundschaft mit Wilhelm Dittenberger (1840–1906), Eduard Meyer (1855–1930) und Georg Wissowa (1859–1931).

## Werke
Seine Grammatik des neutestamentlichen Griechisch wurde von Albert Debrunner überarbeitet und später immer wieder von anderen aktualisiert. Sie wird heute zu Anfang des 21. Jahrhunderts im Wissenschaftsbetrieb noch immer verwendet und ist bis heute das wichtigste Standardwerk für Grammatikfragen des Neuen Testaments. Sie wurde auch in andere Sprachen übersetzt.
Blass war außerdem ein Experte für die klassische griechische Rhetorik. Sein Opus magnum über Die attische Beredsamkeit stellte Leben und Werk der zehn attischen Redner in drei Bänden vor. Handbuchcharakter verliehen dem Werk die ausführlichen Kommentare zu allen Reden dieser zehn Redner, die neben Datierung und Autorschaft auch Stil und Inhalt beurteilten.

## Schriften
- Friedrich Blass: De Dionysii Halicarnassensis scriptis rhetoricis. Bonn 1863. 30 S. [Diss. Univ. Bonn 1863.]
- Friedrich Blass: Die griechische Beredsamkeit in dem Zeitraum von Alexander bis auf Augustus. Ein litterarhistorischer Versuch. Berlin 1865. VIII, 234 S.
- Friedrich Blass: Die attische Beredsamkeit. Leipzig 1868–1880. Abth. 1: Von Gorgias bis zu Lysias. 1868. VI, 664 S. Abth. 2: Isokrates und Isaios. 1874. 550 S. Abth. 3. Abschn. 1: Demosthenes. 1877. VIII, 564 S. Abth. 3. Abschn. 2: Demosthenes‘ Genossen und Gegner. 1880. 386 S. (2. Auflage 1887–1893).
- Friedrich Blass: Über die Aussprache des Altgriechischen. Programm des Domgymnasiums zu Naumburg Ostern 1869. Naumburg 1869.
- Friedrich Blass: Über die Aussprache des Griechischen. Erweit. u. verb. Wiederabdr. aus d. Programm des Naumburger Domgymnasiums von Ostern 1869. Berlin 1870. 42 S.
- Friedrich Blass: Über die Aussprache des Griechischen. 2., vollst. umgearb. Aufl. 1882. Berlin 1882. VIII, 110 S.
- Friedrich Blass: Über die Aussprache des Griechischen. 3., umgearb. Aufl. 1888. Berlin 1888. VIII, 140 S.
- Raphael Kühner: Ausführliche Grammatik der griechischen Sprache. Hannover 1890–1892. T. 1:  Elementar- und Formenlehre. 2 Bde. 3. Aufl. 1890–1892. In neuer Bearb. besorgt v. Friedrich Blass. XXIV, 646 S., XII, 652 S.
- Acta Apostolorum sive Lucae ad Theophilem liber alter. Edition philologica apparatu critico, commentario perpetuo, indice verborum illustrata auctore Friderico Blass. Göttingen 1895. X, 334 S.
- Acta Apostolorum sive Lucae ad Theophilem liber alter. Secundum formam quae videtur romanam edidit Fridericus Blass. Leipzig 1896. XXXII, 96 S.
- Friedrich Blass: Grammatik des Neutestamentlichen Griechisch. Göttingen 1896. XII, 332 S.
- Euangelium secundum Lucam sive Lucae ad Theophilem liber prior. Secundum formam quae videtur romanam edidit Fridericus Blass. Leipzig 1897. LXXXIV, 120 S.
- Friedrich Blass: Philology of the gospel. London 1898. VIII, 250 S.
- Friedrich Blass: Textkritische Bemerkungen zu Matthäus. Beiträge zur Förderung christlicher Theologie. Jg. 8. H. 4. Gütersloh 1900. 84 S.
- Friedrich Blass: Die Heilige Schrift und die evangelische Kirche. Ein Vortrag zum Falle Weingart. Berlin 1900. 24 S.
- Friedrich Blass: Die Rhythmen der attischen Kunstprosa. Isokrates – Demosthenes – Platon. Leipzig 1901. XII, 200 S.
- Euangelium secundum Matthaeum cum variae lectionis delectu edidit Fridericus Blass. Leipzig 1901. XVIII, 110 S.
- Friedrich Blass: Über Nothwendigkeit und Wert der Textkritik des Neuen Testaments. Vortrag. Salz und Licht. H. 1. Barmen 1901. 32 S.
- Friedrich Blass: Grammatik des Neutestamentlichen Griechisch. 2., verb. u. verm. Aufl. 1902. Göttingen 1902. XII, 348 S.
- Euangelium secundum Iohannem cum variae lectionis delectu edidit Fridericus Blass. Leipzig 1902. LXIV, 112 S.
- Barnabas: Brief an die Hebräer. Text mit Angaben der Rhythmen. Hrsg. v. Friedrich Blass. Halle Saale 1903. 54 S.
- Friedrich Blass: Die Interpolationen in der Odyssee. Eine Untersuchung. Halle Saale 1904. 306 S.
- Friedrich Blass: Wissenschaft und Sophistik. Vortrag im Evangelischen Vereinshaus zu Hannover 1903. Berlin 1904. 56 S.
- Friedrich Blass: Über die Textkritik im Neuen Testament. Ein Vortrag, gehalten auf der theologischen Konferenz in Eisenach am 25. Mai 1904. Leipzig 1904. 40 S.
- Friedrich Blass: Die Rhythmen der asianischen und römischen Kunstprosa. Paulus – Hebräerbrief – Pausanias – Cicero – Seneca – Curtius – Apuleius. Leipzig 1905. IV, 222 S.
- Die Eumeniden des Aischylos. Erklärende Ausg. v. Friedrich Blass. Berlin 1907. 180 S.
- Friedrich Blass: Die Entstehung und der Charakter unserer Evangelien. Leipzig 1907. 38 S.
- Friedrich Blass: Professor Harnack und die Schriften des Lukas. Beiträge zur Förderung christlicher Theologie. Jg. 11. H. 2. Gütersloh 1907. 44 S.